# Elatostema imbricans
Elatostema imbricans là loài thực vật có hoa trong họ Tầm ma. Loài này được Dunn mô tả khoa học đầu tiên năm 1920.